# Lee Ji-han
Lee Ji-han (kor. 이지한, * 8. Januar 2003 in Seoul), im deutschsprachigen Raum unter der dort üblichen Namensreihenfolge als Ji-han Lee bekannt, ist ein südkoreanischer Fußballspieler.

## Karriere

### Verein
Nach seinen Anfängen in der Jugend der Seocho MB, der Seoul Shinyoungsan Elementary School, der Seil Middle School und der Boin High School wechselte er im Januar 2022 nach Deutschland zum Drittligisten SC Freiburg II. Für seinen Verein kam Lee neben sechs Spielen in der A-Junioren-Bundesliga, bei denen ihm insgesamt ein Tor gelang, auch zu seinem ersten Einsatz im Profibereich, als er am 28. Januar 2022, dem 24. Spieltag der 3. Liga, beim 1:1-Auswärtsunentschieden gegen die Würzburger Kickers in der 82. Spielminute für Noah Weißhaupt eingewechselt wurde.
Im Sommer 2024 wechselt er dann weiter zur SGV Freiberg Fußball in die Regionalliga Südwest. Dort kam er in der folgenden Hinrunde lediglich zu einem Kurzeinsatz, als er Anfang November gegen den FC 08 Villingen (4:2) in der 89. Minute eingewechselt wurde. Im WFV-Pokal dagegen konnte der Linksaußen in zwei Partien schon zwei Treffer erzielen. Im Januar 2025 wechselte er zurück nach Südkorea zum Zweitligisten Hwaseong FC.

### Nationalmannschaft
Von 2018 bis 2023 absolvierte der Stürmer insgesamt 16 Partien für diverse südkoreanische Jugendnationalmannschaften und erzielte dabei vier Treffer. Mit der U-20-Auswahl nahm er 2023 an der Weltmeisterschaft in Argentinien teil und verlor dort das Spiel um dem 3. Platz gegen Israel mit 1:3. 